# Teublitz
Teublitz è un comune tedesco di 7 464 abitanti, situato nel land della Baviera.

## Geografia antropica

### Frazioni
Il comune è suddiviso in 17 Ortsteile (frazioni):
- Bömmerlschlag
- Frauenhof
- Froschlacke
- Glashütte
- Katzdorf
- Köblitz
- Kremplschlag
- Kuntsdorf
- Loisnitz
- Münchshofen
- Oberhof
- Premberg
- Richthof
- Saltendorf an der Naab
- Stocka
- Teublitz
- Weiherdorf